# Kľak (okres Žarnovica)
Kľak je obec na Slovensku v okrese Žarnovica. V době Slovenského národního povstání se obec stala místem jednoho z nejbrutálnějších masakrů civilního obyvatelstva na území Slovenska, který provedla nacistická jednotka Abwehrgruppe 218 známá jako Edelweiss.

## Přírodní podmínky
Kľak leží v pohoří Vtáčnik na plošině mezi dolinami potoka Kľak a Kláštorského potoka. Členitý povrch zalesněného katastru (bučiny) s dlouhými dolinami a skalními útvary tvoří pyroklastické pyroxenické a pyroxenicko-amfibolické andezity. Průměrný roční úhrn srážek je 1027 mm, průměrná roční teplota kolem 5 °C. Má převážně hnědé lesní půdy. Od roku 1966 je zde na ploše 193,97 ha státní přírodní rezervace Vtáčnik.

## Dějiny
První písemná zmínka o vsi pochází z roku 1735.
Během represálií, které Němci po zatlačení Slovenského národního povstání do hor rozpoutali, byla obec 21. ledna 1945 vypálena. Zvláštní jednotka zbraní SS Edelweiss a pomocný oddíl Heimatschutzu povraždily při tomto Masakru v Kľakovské dolině 84 obyvatel vesnice – z toho 36 dětí – a vypálily všech 132 domů a hospodářských staveb. Vícero obětí bylo při tom zaživa upáleno ve vlastních domech. Nacisté obec před vypálením vyrabovali, ostatní obyvatele vyhnali ze vsi a postříleli i veškerý dobytek. Jedná se o jeden z nejbrutálnějších válečných zločinů spáchaných na Slovensku, nikoli počtem obětí, ale způsobem provedení. V obci byl v roce 1952 postaven památník SNP. Jeho autorem je sochař Ladislav Majerský.

## Pamětihodnosti
V obci je římskokatolický kostel sv. Terezie Avilské. Byl postaven roku 1753 jako jednolodní stavba, s délkou 57 m, šířkou 27 m a toutéž výškou. Loď je po celé délce zaklenutá. Kostelní věž je 48 m vysoká a 8 m široká a jsou v ní uloženy dva zvony s hmotností 300 a 150 kg. Kostel obklopuje hřbitov.

## Turistika

### Turistické trasy
- Kľak – Partizánska dolina – Ivanov salaš – Škurátka – Vtáčnik
- Ostrý Grúň – Klenová – Kláštorné vráta – Kláštorská skala – Vtáčnik
- Kľak – Ivanov salaš – Škurátka – Vodopád na Pokutskom potoku
- Kľak – Škurátka – Vtáčnik – Homôlka – Gronštolne – Prochot

### Turistické zajímavosti v okolí
- Les Škurátka – na východní straně Vtáčniku. Chráněný areál s výměrou 2 ha. Ochrana porostu ve tvaru pěticípé hvězdy o straně 50 m vysazeného na počest padlých vojáků u příležitosti 20. výročí SNP.
- Kláštorská skala – na jižním hřebeni pohoří Vtáčnik s výškou 1279 m n. m. Nejvýraznější skalní město v pohoří Vtáčnik. Skupina skalních pilířů vyčnívajících vysoko nad okolní terén.
- Ostrovica – V blízkosti obce Kľak. Přírodní památka o výměře 4,44 ha. Ochrana skalních andezitových útvarů coby výrazného krajinářského prvku vulkanického reliéfu Vtáčniku. Skalní vyvýšeniny s kolmými stěnami. Geologická zajímavost – válcovitý sopečný komín.
- Vodopád na Pokutském potoce – Přírodní památka, největší vodopád v CHKO Ponitří. Nachází se na pravostranném přítoku Pokutského potoka. Vody potoka protékají soustavou vodorovně laminovaných deskovitých andezitů.